# Actuador electrohidráulico
Los actuadores electrohidráulicos clásicos llevan incorporadas válvulas electrohidráulicas que al estar controladas eléctricamente, son la base para la conexión entre los componentes eléctricos y los circuitos hidráulicos de un sistema. El medio de trabajo aceite o agua se controla mediante señales eléctricas con los componentes adecuados, pe válvulas electrohidráulicas . A diferencia de los controles puramente hidráulicos, los actuadores electrohidráulicos permiten funciones mucho más complejas, por esta facilidad de ser integrados en sistemas controlados eléctricamente en particular mediante el uso de circuitos electrónicos como, por ejemplo controladores lógicos programables, unidades de control de automóvil, etc. . La ventaja de la hidráulica sobre los accionamientos puramente eléctricos radica en que los actuadores son simples y económicos y tienen la capacidad de generar fuerzas elevadas.
El principal desarrollo que condujo a la posibilidad de los EHAS fue el motor convencional controlado por retroacción de precisión, o motor paso a paso de alta potencia. Los motores paso a paso están diseñados para mover un ángulo fijo con cada aplicación de impulsos eléctricos y lo hacen repetidamente de una manera extremadamente precisa. Los dos tipos de accionamientos de motores se utilizan desde hace años, por ejemplo, alimentando los controles de las plataformas de control de movimiento y las máquinas herramientas de control numérico.

## Actuadores electrohidráulicos autónomos
Ha surgido una generación de actuadores electrohidráulicos (EHA) que sustituyen los sistemas hidráulicos clásicos para actuadores autónomos que funcionan únicamente con energía eléctrica. ya que al llevar la bomba incorporada eliminan la necesidad de bombas hidráulicas externas y tubos separados, simplificando las arquitecturas del sistema y mejorando la seguridad y la fiabilidad. Esta tecnología se desarrolló originalmente para la industria aeroespacial, pero desde entonces se ha expandido a muchas otras industrias donde se utiliza habitualmente la energía hidráulica.

## EHA autónomo
En un EHA autónomo utilizan versiones de alta potencia de motores paso a paso para accionar una bomba reversible ligada a un cilindro hidráulico. La bomba presuriza un fluido de trabajo, normalmente aceite hidráulico, que aumenta directamente la presión del cilindro y hace que se mueva. Todo el sistema, formado por la bomba, el cilindro y un depósito de fluido hidráulico, se envasa en una sola unidad autónoma.
En lugar de la energía necesaria para mover los comandos suministrados por un suministro hidráulico externo, se suministra mediante cableado eléctrico normal, aunque sea mayor que el que se encontraría en un sistema fly-by-wire. La velocidad del movimiento se controla mediante el uso de la modulación por impulsos codificados . El resultado es un sistema "power-by-wire", donde tanto el control como la energía se envían a través de un único conjunto de cables.
Por tanto, se puede proporcionar redundancia mediante el uso de dos unidades por superficie y dos conjuntos de cables eléctricos. Esto es mucho más sencillo que los sistemas correspondientes que utilizan un suministro hidráulico externo. Además, la EHA tiene la ventaja de que solo saca energía cuando se mueve, la presión se mantiene internamente cuando el motor se para. Esto puede reducir el consumo de energía en el avión eliminando el consumo constante de las bombas hidráulicas. Los EHA también reducen el peso, permiten una mejor racionalización debido al reducido enrutamiento interno de las tuberías y un peso global inferior del sistema de control.

## Uso en aviones
Los aviones estaban originariamente controlados por pequeñas superficies aerodinámicas accionadas por cables, conectadas a palancas que aumentaban la entrada del piloto, mediante una ventaja mecánica . A medida que el avión creció en tamaño y rendimiento, las fuerzas aerodinámicas en estas superficies crecieron hasta el punto de que ya no era posible que el piloto las controlara manualmente a través de una amplia gama de velocidades: controles con suficiente ventaja para controlar el avión a alta velocidad izquierda del avión con un control excesivo significativo a velocidades más bajas cuando se reducían las fuerzas aerodinámicas. Numerosos aviones a las primeras etapas de la Segunda Guerra Mundial sufrir estos problemas, sobre todo el Mitsubishi Zero y el P-38 Lightning .
A partir de los años cuarenta, se introdujo la hidráulica para solucionar estos problemas. En sus primeras encarnaciones, las bombas hidráulicas conectadas a los motores alimentaban aceite de alta presión a través de tubos a las diferentes superficies de control. Aquí, se conectaron pequeñas válvulas a los cables de control originales, que controlaban el flujo de aceite a un actuador asociado conectado a la superficie de control. Uno de los accesorios más antiguos de un sistema de aumento hidráulico fue el de alerones en los modelos del P-38L del fin de la guerra, eliminando la necesidad de una gran fuerza humana para alcanzar una velocidad de rodadura más elevada .
Los sistemas evolucionaron, sustituyendo los enlaces mecánicos a las válvulas para controles eléctricos, produciendo el diseño "fly-by-wire y, más recientemente, sistemas de red óptica llamados" fly-by-light ". Todos estos sistemas requieren tres componentes separados, el sistema de alimentación hidráulica, las válvulas y la red de control asociada y los actuadores. Como cualquiera de estos sistemas podría fallar y hacer inoperable el avión, se necesitan redundancias que aumenten considerablemente la complejidad del sistema. Además, mantener el aceite hidráulico a presión es un consumo constante de energía.